# Rally Comunidad de Madrid de 2018
El Rally Comunidad de Madrid de 2018 fue la novena edición y la undécima y última ronda de la temporada 2018 del Campeonato de España de Rally. Se celebró del 23 al 24 de noviembre y contó con un itinerario de nueve tramos que sumaban un total de 143,54 km cronometrados.
Iván Ares llegaba a Madrid líder del campeonato con 262 frente a los 250 de Miguel Ángel Fuster segundo clasificado. Ambos lucharon por el título de pilotos y mientras que a Fuster le valía con un séptimo puesto para coronarse campeón de España por sexta vez, a Ares solo le servía que su rival no puntuase para tener opciones de coronarse por segunda vez.
José Antonio Suárez que había conseguido su primera victoria absoluta precisamente en la prueba madrileña en el año 2013, dominó el rally de principio a fin sin dejar opciones a sus rivales y marcando seis scratch. Iván Ares logró ser el más rápido en las dos pasadas por el tramo de El Herradón, mientras que Surhayen Pernía se hizo con la última especial disputa en el Circuito del Jarama adjudicándose así también los puntos extra del TC Plus. El segundo puesto de Ares no le servía de nada de cara al título, que fue para Miguel Ángel Fuster, tercero de la general que logró subirse al podio en el último tramo tras arrebatarle el puesto a Efrén Llarena, piloto que hacía su primera carrera con el Ford Fiesta R5.

## Itinerario
| Día   | Tramo | Nombre                    | Distancia | Hora  | Ganador             | Tiempo | Líder               |
| ----- | ----- | ------------------------- | --------- | ----- | ------------------- | ------ | ------------------- |
| Día 1 | TC1   | El Berrueco               | 10,94 km  | 12:33 | José Antonio Suárez | 5:11.8 | José Antonio Suárez |
| Día 1 | TC2   | Puerto de La Puebla       | 15,48 km  | 13:36 | José Antonio Suárez | 7:43.4 | José Antonio Suárez |
| Día 1 | TC3   | El Berrueco               | 10,94 km  | 16:40 | José Antonio Suárez | 5:10.8 | José Antonio Suárez |
| Día 1 | TC4   | Circuito del Jarama       | 18,52 km  | 17:38 | José Antonio Suárez | 9:44.0 | José Antonio Suárez |
| Día 2 | TC5   | El Herradón               | 18,17 km  | 10:18 | Iván Ares           | 8:24.7 | José Antonio Suárez |
| Día 2 | TC6   | Arrebatacapas             | 16,40 km  | 10:46 | José Antonio Suárez | 8:27.5 | José Antonio Suárez |
| Día 2 | TC7   | El Herradón               | 18,17 km  | 12:43 | Iván Ares           | 8:18.2 | José Antonio Suárez |
| Día 2 | TC8   | Arrebatacapas             | 16,40 km  | 13:11 | José Antonio Suárez | 8:25.8 | José Antonio Suárez |
| Día 2 | TC9   | Circuito del Jarama (TC+) | 18,52 km  | 16:12 | Surhayen Pernía     | 9:40.6 | José Antonio Suárez |

## Clasificación final
| Pos. | Piloto              | Copiloto             | Automóvil             | Tiempo    | Diferencia |
| ---- | ------------------- | -------------------- | --------------------- | --------- | ---------- |
| 1.   | José Antonio Suárez | Cándido Carrera      | Hyundai i20 R5        | 1:11:22.7 | 0.0        |
| 2.   | Iván Ares           | José Antonio Pintor  | Hyundai i20 R5        | 1:11:34.4 | +11.7      |
| 3.   | Miguel Ángel Fuster | Ignacio Aviñó        | Ford Fiesta R5        | 1:12:09.0 | +46.3      |
| 4.   | Efrén Llarena       | Sara Fernández       | Ford Fiesta R5        | 1:12:10.5 | +47.8      |
| 5.   | Joan Vinyes         | Jordi Mercader       | Suzuki Swift Sport R+ | 1:12:42.2 | +1:19.5    |
| 6.   | Daniel Marbán       | Víctor M. Ferrero    | Ford Fiesta R5        | 1:13:15.8 | +1:53.1    |
| 7.   | Surhayen Pernía     | Rogelio Peñate       | Hyundai i20 R5        | 1:13:21.0 | +1:58.3    |
| 8.   | Ángel Paniceres     | Francisco J. Álvarez | Kia Rio N5            | 1:15:29.9 | +4:07.2    |
| 9.   | Alberto Monarri     | Rodrigo Sanjuan      | Abarth 124 Rally RGT  | 1:16:32.5 | +4:41.2    |
| 10.  | Alberto San Segundo | Eva Navas            | Renault Clio N5       | 1:16:32.5 | +5:09.8    |